# Daniël de Moulin
Daniël de Moulin (Buitenzorg, 12 september 1919 – Boxtel, 9 februari 2002) was een Nederlandse chirurg, hoogleraar geschiedenis van de geneeskunde aan de Katholieke Universiteit Nijmegen en Nederlandse verzetsstrijder tijdens de Tweede Wereldoorlog.

## Levensloop

### Jeugd en opleiding
Na het eindexamen lyceum behaald te hebben in Batavia vertrok De Moulin naar Nederland waar hij geneeskunde ging studeren aan de Rijksuniversiteit Utrecht en zich aansloot bij studentenvereniging Unitas. Na de sluiting van de vereniging in 1941, ging deze ondergronds. Op 15 mei 1942 werd De Moulin door Rector Connie van der Capellen geïnstalleerd als preses van het College van Ephoren, de verzetsraad van Unitas S.R.. Hij nam tevens zitting in de Utrechtse studentenverzetsraad, de Raad van vertegenwoordigers.

### Verzet
Begin 1943 besloot De Moulin naar Engeland uit te wijken. Door zijn actieve rol in het studentenverzet tijdens de Tweede Wereldoorlog en zijn weigering de loyaliteitsverklaring voor studenten te ondertekenen, werd de grond hem te heet onder de voeten. Op 3 mei 1943 begon hij, samen met Lodewijk Parren en Rolande Kloesmeijer, zijn reis door België, Frankrijk, Spanje en Portugal en op 28 oktober arriveerde hij in Londen. Daar werd De Moulin gevraagd zich aan te sluiten bij de geheime dienst, maar vanwege zijn geboorteplaats nam hij dienst in het KNIL als oorlogsvrijwilliger en reisde als sergeant Infanterie af naar Australië waar hij vocht tegen de Japanse bezetter van Nederlands-Indië. Op 18 juni 1946 keerde hij terug in Nederland waar hij afzwaaide als reserve tweede luitenant der Infanterie Speciale Diensten.

### Werkzaamheden na de oorlog
In september 1946 hervatte De Moulin zijn studie in Utrecht. Hij was actief betrokken bij de wederopbouw van Unitas. Als Orde-Praefect was hij de drijvende kracht achter de heroprichting van het Collegium Illustrissimum Hermandad. In 1950 behaalde hij het artsexamen. De Moulin werkte van 1950 tot 1958 als chirurg in opleiding en chirurg aan het St. Elisabeth Ziekenhuis Tilburg en was van 1958 tot 1979 algemeen chirurg aan het St. Liduina Ziekenhuis te Boxtel. Tijdens die periode promoveerde hij in 1964 cum laude bij professor Moeys. Vanaf dat moment tot 1971 gaf hij ook les als lector algemene chirurgie te Nijmegen. Van 1971 tot 1979 was zijn lectoraat 'de geschiedenis der Geneeskunde' en van 1979 tot 1989 was hij hoogleraar op dat onderwerp te Nijmegen. De Moulin was tussen 1968 en 1972 ook voorzitter en redacteur van de landelijke wetenschapshistorische vereniging Gewina en ontving in 1987 de Erepenning in goud van Nederlandse Vereniging voor Heelkunde. In 1988 werd De Moulin tijdens een studiereis in Amerika overvallen en raakt hierdoor blijvend invalide. Een jaar later, in september 1989, nam hij officieel afscheid als hoogleraar tijdens een voor hem georganiseerd symposium over de geneeskunde in Nederlands-Indië. De Moulin overleed op 82-jarige leeftijd.

## Engelandvaardersdagboek
In mei 2005 verscheen van de hand van Hylke Faber (1981) en Pieter Stolk (1978) het artikel Het vuur smeulende houden onder de asch over zijn verzetsactiviteiten in de oorlog. Een jaar later publiceerden zij een editie van het Engelandvaardersdagboek van De Moulin, dat in de nalatenschapschap van zijn weduwe werd ontdekt, onder de titel Wij zijn niet bang, tenminste, niet erg. Het eerste exemplaar werd op 10 mei door Hans Blom, directeur van het Nederlands Instituut voor Oorlogsdocumentatie, overhandigd aan Erik Hazelhoff Roelfzema. De tweede druk van het boek werd begin 2015 gepubliceerd. In 2018 verscheen de Engelse vertaling van het dagboek bij uitgeverij Pen & Sword Books onder de titel: Escaping Occupied Europe. A Dutchman's dangerous journey to join the Allies.
Fragment uit Wij zijn niet bang, tenminste, niet erg
'… al gauw kwamen we een blonde man op een fiets tegen, die later bleek de Hollandsche Gestapoman te zijn. Nadat hij ons gepasseerd was, draaide hij om en haalde ons heel langzaam rijdend weer in, met de kennelijke bedoeling om te hooren welke taal we spraken. Daarna draaide hij weer om en reed weg, maar toen we even later omkeken, zagen we dat hij langzaam achter ons aan reed. Er was geen twijfel aan, we werden gevolgd. Deze gewaarwording, hoewel sensationeel, is beslist niet prettig. Dit gevoel krijgt wel een climax als je in een restaurant aangekomen en aan een tafel gezeten bent, even later dezelfde man binnen ziet komen en hij, nadat hij je gezien heeft, de telefooncel binnenstapt. We waren ervan overtuigd dat we er bij waren en verwachtten ieder oogenblik onze arrestatie. Gek, op dat oogenblik waren we heel rustig en bespraken al nonsens verkopende hoe we de Duitschers bij het verhoor het best konden treiteren.'

## Publicaties
- De Heelkunde in de vroege middeleeuwen proefschrift, Leiden, Uitgeverij Brill (1964)
- A History of Surgery: With Emphasis on the Netherlands (1988)
- A Short History of Breast Cancer (1983)
- De Novis Inventis: Essays in the History of Medicine in Honour of Daniel De Moulin on the Occasion of His 65th Birthday (1984, coauteur)
- Kracht En Stof: De Introductie Van Moderne Natuurwetenschappelijke Denkwijzen in De Geneeskunde, Zoals Blijkt Uit Nederlandse Medische Vakbladen, 1840-1870 Verslag Van Een Symposium, Gehouden Te Nijmegen Op 21 September 1985
- Het vuur smeulende houden onder de asch.' Daniël de Moulin - tussen Academie en Engelandvaart (1939-1949) (2005) - H. Faber & P. Stolk (2005, Collegium Illustrissimum Hermandad)
- Wij zijn niet bang, tenminste, niet erg. Het Engelandvaardersdagboek van Daniël de Moulin H. Faber & P. Stolk (Eds.) (2006, Stichting DdM. 2015, DdM Works)
- Escaping Occupied Europe. A Dutchman's dangerous journey to join the Allies H. Faber & P. Stolk (Eds.) (Pen & Sword Books, 2018)